# 斯德哥爾摩鎮區 (愛荷華州克勞福德縣)
斯德哥爾摩鎮區（英語：Stockholm Township）是位於美國愛荷華州克勞福德縣的一個行政鎮區。

## 地方資料
根據2010年美國人口普查的數據，斯德哥爾摩鎮區的面積為92.34平方千米，當中陸地面積為92.28平方千米，而水域面積為0.06平方千米。當地共有人口231人，而人口密度為每平方千米2.5人。